# 歴程新鋭賞
歴程新鋭賞（れきていしんえいしょう）とは、詩誌『歴程』が主催する新人を対象とした文学賞である。過去1年間に刊行されたもっとも瑞々しい個性と先鋭な手法とを併せ持つ新詩集に対して、著者の未来に期待し、激励する趣旨で贈られる。2008年以降は受賞者が極端に少なくなっている。

## 受賞作・受賞者
- 第1回（1990年）阿部日奈子『植民市の地形』、薦田愛『苧環論』
- 第2回（1991年）建畠晢『余白のランナー』
- 第3回（1992年）守中高明『未生譚』
- 第4回（1993年）野村喜和夫『特性のない陽のもとに』
- 第5回（1994年）城戸朱理『不来方抄』
- 第6回（1995年）高貝弘也『生の谺』
- 第7回（1996年）江代充『白V字 セルの小径』
- 第8回（1997年）該当作なし
- 第9回（1998年）河津聖恵『夏の終わり』、法橋太郎『山上の舟』
- 第10回（1999年）川端隆之『ポップフライもしくは凡庸な打球について』
- 第11回（2000年）荒川純子『デパガの位置』
- 第12回（2001年）該当作なし
- 第13回（2002年）田野倉康一『流記』
- 第14回（2003年）該当作なし
- 第15回（2004年）小笠原鳥類『素晴らしい海岸生物の観察』
- 第16回（2005年）藤原安紀子『音づれる聲』
- 第17回（2006年）浜田優『ある街の観察』
- 第18回（2007年）三角みづ紀『カナシヤル』
- 第19回（2008年）該当作なし
- 第20回（2009年）目黒裕佳子『二つの扉』、杉本徹『ステーション・エデン』
- 第21回（2010年）該当作なし
- 第22回（2011年）該当作なし
- 第23回（2012年）該当作なし
- 第24回（2013年）そらしといろ『フラット』
- 第25回（2014年）該当作なし
- 第26回（2015年）望月遊馬『水辺に透きとおっていく』
- 第27回（2016年）平田詩織『歌う人』、河口夏実『雪ひとひら、ひとひらが妹のように思える日よ』
- 第28回（2017年）萩野なつみ『遠葬』
- 第29回（2018年）
- 第30回（2019年）佐々木貴子『嘘の天ぷら』、永方佑樹『不在都市』
- 第31回（2020年）山﨑修平『ダンスする食う寝る』
- 第32回（2021年）該当作なし
- 第33回（2022年）該当作なし
- 第34回（2023年）該当作なし
- 第35回（2024年）佐峰存『雲の名前』